# Nixon Darlanio Reis Cardoso
Nixon Darlanio Reis Cardoso, noto semplicemente come Nixon (Juazeiro, 20 luglio 1992), è un calciatore brasiliano, attaccante dell'Iguaçu.

## Carriera
Cresciuto nel Flamengo, con la squadra rossonera vince una Coppa del Brasile e un Campionato Carioca. Il 19 luglio 2016, dopo uno stop di oltre 18 mesi dovuto ad un infortunio al tendine rotuleo del ginocchio sinistro, passa in prestito all'América-MG. L'11 gennaio 2017 viene ceduto al Red Bull Brasil; nel luglio successivo si trasferisce, sempre a titolo temporaneo, all'ABC. Il 5 gennaio 2018 passa in prestito stagionale al Kalmar.

## Statistiche

### Presenze e reti nei club
Statistiche aggiornate all'8 dicembre 2018.
| Stagione        | Squadra         | Campionato      | Campionato | Campionato | Coppe nazionali | Coppe nazionali | Coppe nazionali | Coppe continentali | Coppe continentali | Coppe continentali | Altre coppe | Altre coppe | Altre coppe | Totale | Totale |
| Stagione        | Squadra         | Comp            | Pres       | Reti       | Comp            | Pres            | Reti            | Comp               | Pres               | Reti               | Comp        | Pres        | Reti        | Pres   | Reti   |
| --------------- | --------------- | --------------- | ---------- | ---------- | --------------- | --------------- | --------------- | ------------------ | ------------------ | ------------------ | ----------- | ----------- | ----------- | ------ | ------ |
| 2012            | Flamengo        | A               | 7          | 1          | CB              | 0               | 0               | -                  | -                  | -                  | -           | -           | -           | 7      | 1      |
| 2013            | Flamengo        | A+A1/RJ         | 15+10      | 1+2        | CB              | 5               | 1               | -                  | -                  | -                  | -           | -           | -           | 30     | 4      |
| 2014            | Flamengo        | A+A1/RJ         | 16+8       | 6+3        | CB              | 4               | 0               | CL                 | 1                  | 0                  | -           | -           | -           | 29     | 9      |
| 2015            | Flamengo        | A+A1/RJ         | 0+5        | 0          | CB              | 0               | 0               | -                  | -                  | -                  | -           | -           | -           | 5      | 0      |
| Totale Flamengo | Totale Flamengo | Totale Flamengo | 61         | 13         |                 | 9               | 1               |                    | 1                  | 0                  |             | -           | -           | 71     | 14     |
| lug.-dic. 2016  | América Mineiro | A               | 11         | 0          | CB              | 1               | 0               | -                  | -                  | -                  | -           | -           | -           | 12     | 0      |
| gen.-lug. 2017  | Red Bull Brasil | D+A1/SP         | 1+9        | 0+1        | -               | -               | -               | -                  | -                  | -                  | -           | -           | -           | 10     | 1      |
| lug.-dic. 2017  | ABC             | A               | 4          | 0          | CB              | -               | -               | -                  | -                  | -                  | -           | -           | -           | 4      | 0      |
| 2018            | Kalmar          | A               | 7          | 0          | CS              | 3               | 0               | -                  | -                  | -                  | -           | -           | -           | 10     | 0      |
| 2018            | Kalmar          | A               | -          | -          | CS              | 1               | 0               | -                  | -                  | -                  | -           | -           | -           | 1      | 0      |
| Totale Kalmar   | Totale Kalmar   | Totale Kalmar   | 7          | 0          |                 | 4               | 0               |                    | -                  | -                  |             | -           | -           | 11     | 0      |
| Totale carriera | Totale carriera | Totale carriera | 93         | 14         |                 | 14              | 1               |                    | 1                  | 0                  |             | -           | -           | 108    | 15     |

## Palmarès

### Club

#### Competizioni nazionali
- Coppa del Brasile: 1

Flamengo: 2013

#### Competizioni statali
- Campionato Carioca: 1

Flamengo: 2014